# Locomotiva FS 385
Le locomotive del gruppo 385 erano macchine a vapore a tre assi con tender, alimentate a carbone, che le Ferrovie dello Stato acquisirono dalla Società Sicula Occidentale nel 1907 in seguito alla statizzazione delle ferrovie.

## Storia
Le locomotive del gruppo vennero acquisite dalla Società Sicula Occidentale per le esigenze di trazione della propria linea Palermo-Trapani via Castelvetrano; le ordinazioni vennero fatte a quella che all'epoca era la più prestigiosa fabbrica di locomotive a vapore italiana, il Reale Opificio di Pietrarsa in previsione dell'apertura delle prime tratte ferroviarie.
I lavori di costruzione erano infatti iniziati qualche anno prima dell'apertura, il 1º giugno 1880, del primo tratto dalla nuova Stazione di Palermo Lolli a Partinico. Un mese dopo si inaugurava il tratto a sud collegando Trapani a Castelvetrano. Nel marzo del 1881 la linea collegava Partinico con Castellammare del Golfo e infine il 5 giugno 1881 veniva collegata interamente con l'apertura della tratta Castellammare del Golfo-Castelvetrano. La linea completa era di ben 194 km e aveva uno scopo prettamente commerciale come quello di far giungere a Palermo il pesce di Mazara del Vallo e i vini di Marsala. Il traffico viaggiatori tra le località estreme era invece scarso e l'intero viaggio durava oltre 10 ore. Le consegne rispettarono i tempi utili: nel 1880 furono consegnate le prime 9 unità, seguite da un'altra nel 1882 e da ulteriori 4 locomotive nel 1885.
Le sei successive vennero invece costruite dall'Ansaldo di Sampierdarena tra 1891 e 1895.
Le locomotive del parco macchine FSO transitarono in quello delle Ferrovie dello Stato nel 1907 e furono immatricolate nel gruppo 385; nell'album delle locomotive FS edito nel 1914 ne risultano ancora in carico 16 unità.

## Caratteristiche
Le locomotive del Gruppo 385 FS, della potenza di 257 kW, erano mezzi di trazione di tipo universale semplici e robusti adatti all'impiego sia per viaggiatori che per merci. La forma era quella classica e un poco anonima delle locomotive dell'epoca; il rodiggio era il diffuso 0-3-0 a tre assi accoppiati del diametro di 1310 mm.
Erano a vapore saturo, con pressione massima in caldaia di 8 bar, e a semplice espansione con 2 cilindri interni;la distribuzione era del tipo Stephenson a cassetto piano interna al telaio.
Le 20 locomotive erano identiche quanto a caratteristiche generali; vi erano tuttavia differenze tra le prime 10 unità e le altre e riguardavano essenzialmente la sospensione degli assi e la massa complessiva, che era maggiore di 1,3 t nelle seconde 10 unità. Ciò si traduceva in una differente ripartizione del carico assiale che determinava una migliora forza di trazione all'avviamento. Le locomotive erano munite di freno a controvapore e solo alcune unità tra le ultime di freno continuo automatico.
Il tender era a due assi; anch'esso aveva una differenza di massa complessiva tra le unità, 18 o 20 t. Il carico di carbone era sempre di 3,5 t mentre il carico d'acqua era rispettivamente di 5 o di 6 t. La velocità massima della locomotiva era di 55 km/h.